# Northern line
Northern line er en bane i London Underground-netværket. Den er farvet sort på netværkskortet.
På det meste af strækningen er den en dybtliggende "tube"-bane. Banen har omkring 252.310.000 passagerer om året, hvilket gør den til den næsttravleste i London Underground-systemet. Den er unik ved at have to forskellige ruter gennem det centrale London. På trods af sit navn betjener Northern line ikke de nordligste stationer i netværket, men derimod den sydligste station (Morden Station) og standser på 16 af systemets 29 stationer syd for Themsen. Der er 50 stationer på Northern line, hvoraf de 36 er underjordiske.
Banen har en kompliceret historie og den nuværende komplekse arrangement med to nordlige grene, to centrale grene og en sydlig gren, afspejler oprindelsen som tre separate jernbaneselskaber, der blev kombineret i 1920'erne og 1930'erne. En forlængelse i 1920'erne benyttede en rute, der oprindeligt var planlagt af et fjerde selskab. Opgivne planer fra 1920'erne, om forlængelse af banen længere sydpå, og derefter nordpå i 1930'erne, ville have indlemmet dele af ruterne fra to yderligere selskaber. Fra 1930'erne til 1970'erne blev et syvende selskabs spor også bestyret som en del af Northern line.

## Historie

### Dannelse
Kernen af Northern line stammer fra to jernbaneselskaber: City & South London Railway (C&SLR) og Charing Cross, Euston & Hampstead Railway (CCE&HR).
C&SLR, Londons første dybtliggende tube-jernbane, blev anlagt under James Henry Greatheads kontrol, som, sammen med Peter W. Barlow, var ansvarlig for Tower Subway. Det var den første af Underground-banerne som blev anlagt ved boring dybt under terræn og den første som blev drevet elektrisk. Jernbanen åbnede i november 1890 fra Stockwell til den nu ubenyttede station i King William Street. Den lå uhensigtsmæssigt og var ikke i stand til at håndtere selskabets trafik, så i 1900 åbnede en ny rute til Moorgate via Bank. I 1907 blev C&SLR yderligere forlænget i begge ender, så den løb fra Clapham Common til Euston.
CCE&HR (normalt kaldet "Hampstead Tube") åbnede i 1907 og løb fra Charing Cross (i mange år kaldet Strand) via Euston og Camden Town (hvor der var en udfletning) til Golders Green og Highgate (nu kaldet Archway). Den blev forlænget mod syd med et stop til Embankment i 1914, for at give skiftemulighed til Bakerloo og District lines. I 1913 overtog Underground Electric Railways Company of London (UERL), der ejede CCE&HR, C&SLR, selvom de forblev separate selskaber.

### Integrering
I de tidlige 1920'er blev der udført en række arbejder for at forbinde C&SLR- og CCE&HR-tunnelerne for at muliggøre en integreret drift. Den første af disse nye tunneler, mellem C&SLR's Euston Station og CCE&HR's station i Camden Town, var oprindeligt planlagt i 1912, men blev forsinket af 1. verdenskrig. Den anden tilslutning forbandt CCE&HR's Embankment og C&SLR's Kennington Stationer og gav en ny mellemliggende station på Waterloo med forbindelse til fjerntogsstationen der og Bakerloo line. C&SLR's tunneler med mindre diameter blev udvidet til at matche standarddiameteren for CCE&HR og de andre dybe tube-baner.

### Forlængelser
Sammen med arbejderne om integrering af de to baner, blev to større forlængelser anlagt: mod nord til Edgware i Middlesex (nu i London-bydelen Barnet) og mod syd til Morden i Surrey (dengang i Merton and Morden Urban District, men nu i London-bydelen Merton).

#### Edgware-forlængelse
Edgware-forlængelsen tilvejebragte planerne tilbage fra 1901 fra Edgware and Hampstead Railway (E&HR), som UERL havde overtaget i 1912. De forlængede CCE&HR-banen fra endestationen i Golders Green til Edgware i to etaper: til Hendon Central i 1923 og til Edgware i 1924. Banen krydsede ubebygget landområde og var i terræn, bortset fra en kort tunnel nord for Hendon Central. Fem nye stationer blev anlagt i pavillon-stil efter design af Stanley Heaps, som stimulerede udviklingen i af de nordlige forstæder i de efterfølgende år.

#### Morden-forlængelse
Udførelsen af Morden-forlængelsen af C&SLR fra Clapham Common til Morden var mere krævende, med forløb i tunneler indtil et punkt lige nord for Morden Station, der blev anlagt i afgravning. Banen fortsætter herfra under den brede stationsforplads og vejen udenfor stationen, til depotet. Forlængelsen var oprindeligt planlagt at fortsætte til Sutton gennem en del af ruten for den ubyggede Wimbledon and Sutton Railway, som UERL havde aktier i, men der blev lavet en aftale med Southern Railway om at ende forlængelsen i Morden. Southern Railway anlagde senere banen på overfladen fra Wimbledon til Sutton, via South Merton og St. Helier. Forlængelsen åbnede i 1926 med syv nye stationer, alle designet af Charles Holden i en moderne stil. Oprindeligt skulle Stanley Heaps, chef for The Undergrounds arkitektkontor, designe stationerne, men efter at have set Heaps' design, besluttede Frank Pick, Assistant Joint Manager i UERL, at Holden skulle overtage projektet. Med undtagelse af Morden og Clapham South, hvor større arealer var til rådighed, blev de nye stationer bygget på snævre hjørnegrunde i store vejkryds i allerede bebyggede områder. Holden udnyttede den begrænsede plads godt og designede imponerende bygninger. Bygningerne i gadeniveau er i hvid Portland-sten med billethaller med meget lofthøjde, og den berømte London Underground-rondel i farvede glaspaneler i store glasskærme. Ovenpå stensøjlerne, der indrammer glasskærmene, er monteret en tredimensionel version af rondellen. De store mængder glas over indgangene sikrer at billethallerne er lyse og, med lys indefra, indbydende. Den første og den sidste nye station på forlængelsen, Clapham South og Morden, indeholder en række butikker og blev designet til at kunne klare at blive bygget ovenpå (ligesom mange af de tidlige stationer i det centrale London). Clapham South blev bygget på kort efter anlægget med en lejlighedsblok. Morden blev tilbygget i 1960'erne med en kontorblok. Alle stationerne på forlængelsen, bortset fra Morden, er klassificeret som bevaringsværdige.

### Navngivning
Den fremkomne bane blev kaldet Morden–Edgware line, selvom en række alternative navne også blev nævnt, som følge af sammentrækningen af Baker Street & Waterloo Railway til "Bakerloo", som fx "Edgmor", "Mordenware", "Medgway" og "Edgmorden". Den blev navngivet Northern line i august 1937, for at afspejle den planlagte tilføjelse af Northern Heights-banerne.

### Great Northern & City Railway
Efter UERL og Metropolitan Railway (MR) blev sammenbragt under offentlig kontrol ved dannelsen af London Passenger Transport Board (LPTB) i 1933, blev MR's datterselskab, Great Northern & City Railway, der gik fra Moorgate til Finsbury Park, en del af The Underground som Northern City Line. Som forberedelse til Northern Heights-planerne blev den drevet som del af Northern line, selvom den aldrig blev forbundet hertil.

### Northern Heights-planen
I juni 1935 fremlagde LPTB New Works-programmet, en ambitiøs plan om forlængelse af Underground-netværket, der indebar integrering af et indviklet net af de eksisterende London and North Eastern Railway (LNER)-baner nord for Highgate, gennem Northern Heights. Disse baner, bygget i 1860'erne og 1870'erne af Edgware, Highgate and London Railway (EH&LR) og dets efterfølgere, løb fra Finsbury Park til Edgware via Highgate, med grene til Alexandra Palace og High Barnet. The overtagne bane ville blive forlænget videre fra Edgware til Brockley Hill, Elstree South og Bushey Heath med et nyt depot i Aldenham. Forlængelsens rute var den, der var planlagt for den ubyggede Watford and Edgware Railway (W&ER), ved brug af rettighederne, der var opnået fra det tidligere opkøb af W&ER (der længe havde ønsket en forlængelse af EH&LR Edgware-ruten mod Watford). Dette gav også muligheden for en yderligere fremtidig forlængelse. Busheys byplanlæggere reserverede plads i Bushey for en kommende station og udformningen af Bushey Heath Station blev revideret gentagne gange, for at sikre denne mulighed forblev i fremtiden.
Projektet involverede elektrificering af overfladebanerne (dengang drevet af damptog), fordobling af den oprindelige enkeltsporede sektion mellem Finchley Central og den foreslåede udfletning med Northern lines foreslåede Edgware-gren, samt anlæg af tre nye sporforbindelser: en forbindelse mellem Northern City Line og Finsbury Park Station i terræn; en forlængelse fra Archway til LNER-banen nær East Finchley via nye dybtliggende perroner under Highgate Station; og en kort forlægning fra lige før LNER's Edgware Station til underground-stationen med samme navn.

#### Tilsigtet betjeningsniveau
Betjeningsmønstret i myldretiden skulle have været 21 tog pr. time pr. retning på Barnet-grenen nord for Camden Town, 14 via Charing Cross-grenen og syv via Bank-grenen. 14 af dem ville forsætte videre fra Finchley Central, syv hver på High Barnet- og Edgware-grenene. Yderligere syv tog pr. time ville betjene Barnet-grenen, men fortsætte via Highgate High-Level og Finsbury Park til Moorgate, en anelse kortere rute til City. Det virker ikke til at have været hensigten at køre gennemgående tog til eks-Northern City-grenen fra Edgware via Finchley Central. Syv tog pr. time ville betjene Alexandra Palace-grenen, til/fra Moorgate via Highgate High-Level. Udover de beskrevne 14 gennemkørende tog ville ex-Northern City-grenen have 14 firvogns shuttletog pr. time.

#### Arbejdets forløb
Arbejdet begyndte i slutningen af 1930'erne, og var i gang på alle fronter ved 2. verdenskrigs udbrud. Tunneleringen mod nord fra den oprindelige Highgate Station (nu Archway) var fuldendt og betjeningen til den ombyggede overfladestation i East Finchley begyndte den 3. juli 1939, men uden åbning af den mellemliggende (nye) Highgate Station, på grunden ved LNER's Station med samme navn. Yderligere fremskidt blev afbrudt af krigens start, men der var dog udført nok til at fuldføre elektrificeringen af High Barnet-grenen videre fra East Finchley hvorpå tube-drift begyndte den 14. april 1940. Den nye (dybtliggende) Highgate Station åbnede endeligt den 19. januar 1941. Den enkeltsporede LNER-bane til Edgware blev elektrificeret så langt som til Mill Hill East, inklusive Dollis Brook-viadukten, og åbnede med tube-drift den 18. maj 1941 for betjening af kaserne her, hvorved Northern line som den er i dag blev dannet. Det nye depot i Aldenham var allerede bygget og blev brugt til at bygge Halifax-bombefly. Arbejdet på planens øvrige elementer blev suspenderet ultimo 1939.
Forberedende arbejder, inklusive viadukter og en tunnel, var blevet påbegyndt, men ikke fuldført, på Bushey-forlængelsen før krigen. Efter krigen blev området bag Edgware gjort til en del af Metropolitan Green Belt, hvilket i store træk forhindrede det forventede boligbyggeri i området og den potentielle efterspørgsel for betjeninger fra Bushey Heath forsvandt herved. De tilgængelige midler blev benyttet til at fuldføre den østlige forlængelse af Central line i stedet, og Northern Heights-planen blev droppet den 9. februar 1954. Aldenham Depot blev konverteret til en værksted for busser.
Den implementerede betjening fra High Barnet-grenen gav god adgang til både West End og City. Denne lader til at have undermineret trafikken på Alexandra Palace-grenen, der stadig var dampdreven til Kings Cross via Finsbury Park, da Highgate (low-level) kun var en kort bustur væk og biltrafikken var meget lettere end den ville blive senere. Som konsekvens blev banen fra Finsbury Park til Muswell Hill og Alexandra Palace via overfladeperronerne på Highgate lukket sammen for passagerdrift i 1954. Dette står i modsætning til beslutningen om at elektrificere Epping-Ongar-grenen på Central line, som også var et levn fra New Works-programmet, hvor tube-tog begyndte at køre som shuttle fra 1957. En lokal borgergruppe, Muswell Hill Metro Group, kæmper for at genåbne denne rute som letbane. Indtil videre er der intet tegn på fremskridt. Ruten, nu Parkland Walk, er højt vurderet af vandrere og cyklister og forslag i 1990'erne og at gøre den (delvist) til en vej, blev mødt med massiv modstand. En anden borgergruppe har foreslået at bruge sporkassen længere mod nord, som en del af North and West London Light Railway. Forbindelsen mellem Drayton Park og overfladeperronerne på Finsbury Park blev endelig åbnet i 1976, hvor Northern City Line blev en del af British Rail.
De landlige omgivelser på High Barnet-grenen nord for Highgate kan ses i designet af mange af stationerne.

### Seneste udvikling
I 1975 blev Northern City Line, dengang kaldet Highbury-grenen, overført fra London Underground til British Rail. Den betjenes af First Capital Connect.
I 1980'erne og 1990'erne blev banen kaldet "The Misery Line", men dens omdømme blev forbedret med indsættelsen af 1995-materiellet.
I 2003 afsporede et tog ved Camden Town. Selvom ingen kom til skade, blev sporskifter og signaler beskadiget, og udfletningerne der, blev ikke benyttet mens reparationerne blev foretaget: tog fra Edgware kørte kun på Bank-grenen, og tog fra High Barnet og Mill Hill East kørte kun på Charing Cross-grenen. Denne situation blev løst, da udfletningerne genåbnede, efter megen reparation, sikkerhedsanalyser og tests, den 7. marts 2004.
En fælles rapport af The Underground og vedligeholdelsesentreprenøren Tube Lines konkluderede, at en dårlig sporgeometri var hovedårsagen, og at, på grund af dette, ekstra friktion som følge af riller (ridser) på et nyinstalleret sæt sporskifter har tilladt forløberen på den sidste vogn at springe af sporet. Sporgeometrien på afsporingsstedet er en meget stram kurve i en smal tunnel, hvilket hindrer den normale løsning for denne slags geometri, at give sporet overhøjde ved løfte en af skinnernes højde i forhold til den anden.
Den 7. juli 2005 reddede et defekt tog på Northern line (medførende en efterfølgende lukning) et andet Northern line-tog fra at blive spruget i luften, som en del af et terrorangreb på Londons Underground- og bussystemer. Tre tog på Circle og Piccadilly lines blev sprunget. Northern line-bombemanden steg i stedet ombord på en bus, som han senere sprang i luften.
Den 13. oktober 2005 blev al Northern line-drift indstillet grundet vedligeholdelsesproblemer med nødbremsesystemet på togene. En række togbusser blev benyttet til at forbinde de yderligste stationer med andre Underground-baner. Fuld drift blev genoptaget den 18. oktober.
I oktober 2006 blev betjeninger udenfor myldretiden mellem Mill Hill East og Finchley Central skåret ned til en shuttle, bortset fra nogle få gennemkørende tog i weekenden.
Fra juni 2006 blev driften mellem East Finchley og Camden Town indstillet i to ikke-tilstødende weekender hver måned, mens driften på Edgware-grenen blev indstillet i de øvrige to uger. Dette var en del af Tube Lines' fornyelse af nogle af stationerne på Edgware- og High Barnet-grenene, inklusive udskiftning af spor, signaler, så vel som stationsvedligeholdelse. Dette inkluderede renovering af alle stationer på High Barnet-grenen fra West Finchley til Camden Town.
Den 13. august 2010 forårsagede et defekt vedligeholdelsestog forstyrrelser på Charing Cross-grenen, efter den kørte 6,5 km på 13 minutter uden en fører. Toget skulle trækkes til depotet efter en fejl opstod. Ved Archway Station blev det defekte tog afkoblet og kørte uden fører indtil den blev stoppet ved en stigning nær Warren Street Station. Dette forårsagede betjeningen i morgenmyldretiden blev indstillet på denne gren. Alle passagertog blev omledt via Bank-grenen, flere uden stop på nogen stationer før de var sikkert på Bank-grenen.>

## Infrastruktur

### Rullende materiel
Som en del af New Works Programme blev Northern line udstyret med 1938-materiel. I dag består alle Northern line-tog af London Underground 1995-materiel og er i det karakteristiske Underground-design i rød, hvid og blå. Ligesom de andre dybtliggende tunneler er togene af den lille type af de to størrelser, der benyttes i systemet. 1995-materiellet har automatiske højtalerudkald og hurtigtlukkende døre. Hvis den foreslåede opdeling af banen sker (estimeret til 2018), vil 19 nye tog blive tilføjet den eksisterende vognpark.

### Tunneler
Selvom andre London Underground-baner drivet fuldt underjordiske er Northern line usædvanlig, da den er en dybtliggende tube-bane, der betjener de yderste forstæder i Sydlondon, mens kun én station er i terræn (Morden Station), mens resten på denne del af banen er dybt under jorden. Den korte strækning til Morden Depot er også i terræn. Dette er delvist fordi, den sydlige forlængelse til de ydre forstæder ikke blev foretaget ved at overtage en eksisterende overfladebane, hvilket typisk var tilfældet med ruter som Central, Jubilee og Piccadilly lines. Bortset fra kernen af centrale underjordiske tunneler, er en del af strækningen mellem Hendon og Colindale også under jorden. Da cykler ikke er tilladt i tunnelsektionerne (selv hvis der ikke er en station i den sektion), da de vil forhindre evakuering, er de begrænset til High Barnet – East Finchley, Mill Hill East-grenen, Edgware – Colindale og Hendon – Golders Green. Der er også tidsbaserede restriktioner.
Tunnelen fra Morden til East Finchley via Bank, 27,841 km, var i en periode verdens længste. Seikantunnelen er nu længere.

## Stationer

### High Barnet-gren
| High Barnet-gren                                        |         |                 |                                                        |
| Station                                                 | Billede | Åbnet           | Yderligere information                                 |
| High Barnet                                             |         | 1. april 1872   | Første Northern line-tog var 14. april 1940kort 1      |
| Totteridge and Whetstone                                |         | 1. april 1872   | Første Northern line-tog var 14. april 1940kort 2      |
| Woodside Park                                           |         | 1. april 1872   | Første Northern line-tog var 14. april 1940kort 3      |
| West Finchley                                           |         | 1. marts 1933   | Første Northern line-tog var 14. april 1940kort 4      |
| Mill Hill East (shuttletog til og fra Finchley Central) |         | 22. august 1867 | Lukket 11. september 1939. Genåbnet 18. maj 1941kort 5 |
| Finchley Central                                        |         | 22. august 1867 | Første Northern line-tog var 14. april 1940kort 6      |
| East Finchley                                           |         | 22. august 1867 | Første Northern line-tog var 3. juli 1939kort 7        |
| Highgate                                                |         | 22. august 1867 | Første Northern line-tog var 19. januar 1941kort 8     |
| Archway                                                 |         | 22. juni 1907   | Oprindeligt kaldet Highgatekort 9                      |
| Tufnell Park                                            |         | 22. juni 1907   | kort 10                                                |
| Kentish Town                                            |         | 1868            | Først underground-station 22. juni 1907kort 11         |

### Edgware-gren
| Edgware-gren   |         |                   |                                              |
| Station        | Billede | Åbnet             | Yderligere information                       |
| Edgware        |         | 18. august 1924   | kort 12                                      |
| Burnt Oak      |         | 27. oktober 1924  | kort 13                                      |
| Colindale      |         | 18. august 1924   | kort 14                                      |
| Hendon Central |         | 19. november 1923 | kort 15                                      |
| Brent Cross    |         | 19. november 1923 | Åbnet som Brent. Omdøbt 20. juli 1976kort 16 |
| Golders Green  |         | 22. juni 1907     | Oprindeligt en endestation.kort 17           |
| Hampstead      |         | 22. juni 1907     | kort 18                                      |
| Belsize Park   |         | 22. juni 1907     | kort 19                                      |
| Chalk Farm     |         | 22. juni 1907     | kort 20                                      |

### Camden Town
| Camden Town |         |               |                        |
| Station | Billede | Åbnet         | Yderligere information |
| Camden Town |         | 22. juni 1907 | kort 21                |
| Udfletningerne forbinder Northern lines to nordlige grene til de to centrale grene, der er lige syd for Camden Town Station. Stationen har et sæt perroner på hver af de to nordlige grene, og sydgående tog kan afgå mod enten Charing Cross eller Bank fra hvilken som helst af de to sydgående perroner. |         |               |                        |

### Charing Cross-gren
| også kaldet West End-grenen                                                 |         |                   | |
| Station                                                                     | Billede | Åbnet             | Yderligere information                                                                                  |
| Mornington Crescent                                                         |         | 22. juni 1907     | kort 22                                                                                                 |
| Euston                                                                      |         | 12. maj 1907      | Skift for Northern line-tog via Bank og Victoria linekort 23                                            |
| Warren Street                                                               |         | 22. juni 1907     | Skift for Victoria linekort 24                                                                          |
| Goodge Street                                                               |         | 22. juni 1907     | Åbnet som Tottenham Court Road. Omdøbt 3. september 1908kort 25                                         |
| Tottenham Court Road                                                        |         | 30. juli 1900     | Skift for Central linekort 26                                                                           |
| Leicester Square                                                            |         | 15. december 1906 | Skift for Piccadilly line kort 27                                                                       |
| Charing Cross                                                               |         | 10. marts 1906    | Northern line-perroner åbnet 22. juni 1907. Skift for Bakerloo linekort 28                              |
| Embankment ( Embankment Pier)                                               |         | 30. maj 1870      | Northern line-forlængelse åbnet 13. september 1926. Skift for Bakerloo, Circle og District lineskort 29 |
| Waterloo ( Waterloo Pier, Festival Pier)                                    |         | 8. august 1898    | Northern line begyndte 1926. Skift for Bakerloo, Jubilee og Waterloo & City lineskort 30                |
| Sydgående tog på denne gren ender ofte på Kennington, der har et vendeloop. |         |                   | |

### Bank-gren
| også kaldet City-grenen                                              |         |                   | |
| Station                                                              | Billede | Åbnet             | Yderligere information                                                                                               |
| Euston                                                               |         | 12. maj 1907      | Skift for Northern line-tog via Charing Cross og Victoria linekort 23                                                |
| King's Cross St. Pancras ( Tog til Gatwick og Luton)                 |         | 1863              | Northern line fra maj 1907. Skift for Circle, Hammersmith & City, Metropolitan, Piccadilly og Victoria lineskort 31  |
| Angel                                                                |         | 1901              | kort 32 |
| Old Street                                                           |         | November 1901     | Northern line-perroner fra februar 1904kort 33                                                                       |
| Moorgate                                                             |         | 1865              | kort 34 |
| Bank                                                                 |         | 25. februar 1900  | Forbundet med Monument med rulletrapper siden 18. september 1933. Skift for Central og Waterloo & City lines.kort 35 |
| London Bridge ( Tog til Gatwick og Luton) ( London Bridge City Pier) |         | 25. februar 1900  | Oprindelig station åbnet 14. december 1836. Skift for Jubilee linekort 36                                            |
| Borough                                                              |         | 18. december 1890 | kort 37 |
| Elephant and Castle                                                  |         | 18. december 1890 | Skift for Bakerloo linekort 38                                                                                       |

### Morden-gren
| Morden-gren      |         |                    |                                                       |
| Station          | Billede | Åbnet              | Yderligere information                                |
| Kennington       |         | 18. december 1890  | kort 39                                               |
| Oval             |         | 18. december 1890  | kort 40                                               |
| Stockwell        |         | 4. november 1890   | Skift for Victoria linekort 41                        |
| Clapham North    |         | Juni 1900          | kort 42                                               |
| Clapham Common   |         | Juni 1900          | Oprindelig endestation indtil 1926kort 43             |
| Clapham South    |         | 13. september 1926 | kort 44                                               |
| Balham           |         | 6. december 1926   | kort 45                                               |
| Tooting Bec      |         | 13. september 1926 | Åbnet som Trinity Road. Omdøbt 1. oktober 1950kort 46 |
| Tooting Broadway |         | 13. september 1926 | kort 47                                               |
| Colliers Wood    |         | 13. september 1926 | kort 48                                               |
| South Wimbledon  |         | 13. september 1926 | kort 49                                               |
| Morden           |         | 13. september 1926 | Endestationkort 50                                    |

### Depoter
Northern line betjenes af fire depoter. Den primære er ved Golders Greenkort 51, tilstødende Golders Green Station, mens den anden, ved Morden,kort 52 er syd for Morden Station og er den største af de to. De øvrige to er ved Edgware og Highgate. Highgate-depotet er på den tidligere LNER-gren til Alexandra Palace. Der var oprindeligt et depot ved Stockwell, men det lukkede i 1915. Der er sidespor ved High Barnet for opstablig af tog om natten.

## Lukkede stationer
- King William Street (lukket 1900, erstattet af Bank)
- City Road (lukket 1922)
- South Kentish Town (lukket 1924)
- North End (aldrig åbnet, arbejdet stoppede 1906)

### Genplacerede stationer
- Stockwell – nye perroner genplaceret umiddelbart syd for sin forgænger ved 1922-1924-opgraderingen af banen.
- Euston – nordgående perron på City-grenen genplaceret på ny linjeføring, med den forrige ø-perron konverteret til en enkelt perron.
- Angel – den gamle ø-perron blev konverteret til en enkelt perron, og en ny linjeføring åbnede i 1992, sammen med en ny indgang.
- London Bridge – den nordgående tunnel og perron blev konverteret til en forhal, og en ny nordgående tunnel og perron blev bygget i slutningen af 1990'erne, for at øge perron- og cirkulationsarealerne, som forberedelse for åbningen af Jubilee line.

### Afbrudte planer
Northern Heights-stationer, der ikke blev overført fra LNER
- Stroud Green
- Crouch End
- Cranley Gardens
- Muswell Hill
- Alexandra Palace
- Mill Hill (The Hale)

Bushey-forlængelsens stationer, der ikke blev anlagt
- Brockley Hill
- Elstree South
- Bushey Heath

## Galleri
- GNR-stationen Mill Hill East, åbnet i 1867.
- C&SLR-stationen Kennington, åbnet i 1890.
- CCE&HR-stationen Tufnell Park, åbnet i 1907.
- Indeni en Northern line-vogn.
- En typisk Northern line-perron på Bank.
- Dollis Brook-viadukten, der bærer Mill Hill East-sporet.
- Et 1995-materiel, der kører ind på Charing Cross Station.
- Den ekstra brede perron på Angel Station (sydgående perron)

## Fremtid
Det var planlagt at Northern line skal gå over til Automatic Train Operation i 2012, ved brug af det samme SelTrac-system som på Jubilee line fra 2009, og som har været i brug i en årrække på Docklands Light Railway. Arbejdet var oprindeligt planlagt at skulle følge efter Jubilee line for at få gavn af erfaringer fra installationen her, men dette projekt blev ikke fuldendt før juni 2011. Oprindeligt skulle arbejdet på Northern line være fuldendt ved den i kontrakten fastsatte dato, hvilket var før OL i 2012. Ved at arbejdet nu håndteres internt og der ikke skal overholdes nogle kontraktlige deadlines, forventer en mere realistisk tidsplan, at det vil være fuldendt i 2014.
TfL's Transport 2025 – Transport vision for a growing world bekræfter ambitionerne om at opdele Northern line til to separate baner. Der kører i øjeblikket tog på alle de mulige kombinationer af grenen, hvilket betyder at kun 22-25 tog pr. time kan køre på hver af de centrale sektioner, da togsamlinger medfører ventetider ved knudepunkterne. Total adskillelse af ruterne vil tillade 30 tog pr. time i alle dele af systemet. Camden Town Station skal dog ombygges, før dette kan gennemføres, da den nuværende station ikke vil være i stand til at klare det stigende antal skiftende passagerer. London Underground Limited (LUL) har dog haft problemer med at få planlægningstilladelse til ombygningsplanerne. Alle planer om et revideret layout for Camden Town Station er blevet forsinket af nedskæringer i budgettet.
Fordi en fuldstændig opdeling ikke er mulig uden en ombygget Camden Town Station, og behovet for at øge kapaciteten forbliver, er den nuværende plan at opnå en delvis opdeling, ved at ende alle tog på Charing Cross-grenen på Kennington ved normal drift. Dette vil eliminere behovet for at koordinere togveje mod syd, når de samlet på Kennington og vil tillade Morden-Bank-grenen drift med den maksimale kapacitet, som det nye signalsystem kan tillade. Dette ville ikke ske, før banen har fået udskiftet signalerne, da det kun er da, at de fulde goder ved denne plan kan realiseres.
I juni 2008 annoncerede Treasury Holdings, ejerne af Battersea Power Station, forslag om forlængelse af Northern line fra Kennington til en station i Battersea, for at betjene det udbyggede kraftværk. Planen er godkendt af bydelsrådet i Wandsworth, og forlængelsen kan åbne i 2015, som en del af den planlagte ombygning af Battersea Power Station. I oktober 2009 fik forslaget et boost, da borgmesteren i London Boris Johnson bekendtgjorde, at områdets udviklere ville blive udtaget fra Crossrail-afgiften og skal i stedet betale for den forslåede Northern line-forlængelse.[kilde mangler] I maj 2010 afslørede selskabet, der foreslog ruten, fire mulige linjeføringer. Mulighed 1 var en nonstop fra Kennington til Battersea. Mulighed 2 foreslog en station midt i Nine Elms, efterfulgt af en station ved Battersea. Mulighed 3 foreslog to nye perroner på Vauxhall og efterfølgende Battersea. Endelig var mulighed 4 en station nær den nye amerikanske ambassade og videre til Battersea. Den 11. november 2010 godkendte Wandsworth Bydelsråd en version af mulighed 2 med den mellemliggende station ved Wandsworth Road. Dette blev ratificeret af Londons borgmester den 22. december 2010.
På langt sigt kan en fuldstændig opdeling af banen til to særskilte, ikke-overlappende rutes medføre, at den ene eller begge bliver omdøbt og får en anden farve på netværkskortet. Hvis Battersea-forlængelsen ikke bliver anlagt, er der mulighed for at forlænge fra Kennington til andre steder i Sydøstlondon, så som Camberwell, i overensstemmelse med borgmesterens transportpolitik om at yde bedre tube-dækning i dette område,[kilde mangler] selvom en Bakerloo line-forlængelse til Camberwell har været den traditionelle mulighed.

## Kort
| - ↑kort 1High Barnet – 51°39′02″N 000°11′39″V / 51.65056°N 0.19417°V - ↑kort 2Totteridge and Whetstone – 51°37′50″N 000°10′45″V / 51.63056°N 0.17917°V - ↑kort 3Woodside Park – 51°37′05″N 000°11′08″V / 51.61806°N 0.18556°V - ↑kort 4West Finchley – 51°36′34″N 000°11′18″V / 51.60944°N 0.18833°V - ↑kort 5Mill Hill East – 51°36′30″N 000°12′37″V / 51.60833°N 0.21028°V - ↑kort 6Finchley Central – 51°36′04″N 000°11′33″V / 51.60111°N 0.19250°V - ↑kort 7East Finchley – 51°35′14″N 000°09′54″V / 51.58722°N 0.16500°V - ↑kort 8Highgate – 51°34′40″N 000°08′45″V / 51.57778°N 0.14583°V - ↑kort 9Archway – 51°33′56″N 000°08′06″V / 51.56556°N 0.13500°V - ↑kort 10Tufnell Park – 51°33′24″N 000°08′17″V / 51.55667°N 0.13806°V - ↑kort 11Kentish Townq – 51°33′01″N 000°08′26″V / 51.55028°N 0.14056°V - ↑kort 12Edgware – 51°36′50″N 000°16′30″V / 51.61389°N 0.27500°V - ↑kort 13Burnt Oak – 51°36′10″N 000°15′50″V / 51.60278°N 0.26389°V - ↑kort 14Colindale – 51°35′44″N 000°15′00″V / 51.59556°N 0.25000°V - ↑kort 15Hendon Central – 51°34′59″N 000°13′34″V / 51.58306°N 0.22611°V - ↑kort 16Brent Cross – 51°34′36″N 000°12′49″V / 51.57667°N 0.21361°V - ↑kort 17Golders Green – 51°34′19″N 000°11′38″V / 51.57194°N 0.19389°V - ↑kort 18Hampstead – 51°33′25″N 000°10′42″V / 51.55694°N 0.17833°V - ↑kort 19Belsize Park – 51°33′01″N 000°09′52″V / 51.55028°N 0.16444°V - ↑kort 20Chalk Farm – 51°32′39″N 000°09′12″V / 51.54417°N 0.15333°V - ↑kort 21Camden Town – 51°32′22″N 000°08′34″V / 51.53944°N 0.14278°V - ↑kort 22Mornington Crescent – 51°32′04″N 000°08′19″V / 51.53444°N 0.13861°V - ↑kort 23Euston – 51°31′42″N 000°07′59″V / 51.52833°N 0.13306°V - ↑kort 24Warren Street – 51°31′29″N 000°08′18″V / 51.52472°N 0.13833°V - ↑kort 25Goodge Street – 51°31′15″N 000°08′04″V / 51.52083°N 0.13444°V - ↑kort 26Tottenham Court Road – 51°30′58″N 000°07′51″V / 51.51611°N 0.13083°V | - ↑kort 27Leicester Square – 51°30′41″N 000°07′41″V / 51.51139°N 0.12806°V - ↑kort 28Charing Cross – 51°30′29″N 000°07′29″V / 51.50806°N 0.12472°V - ↑kort 29Embankment – 51°30′25″N 000°07′19″V / 51.50694°N 0.12194°V - ↑kort 30Waterloo – 51°30′09″N 000°06′47″V / 51.50250°N 0.11306°V - ↑kort 31King's Cross St. Pancras – 51°31′49″N 000°07′27″V / 51.53028°N 0.12417°V - ↑kort 32Angel – 51°31′55″N 000°06′22″V / 51.53194°N 0.10611°V - ↑kort 33Old Street – 51°31′33″N 000°05′14″V / 51.52583°N 0.08722°V - ↑kort 34Moorgate – 51°31′07″N 000°05′19″V / 51.51861°N 0.08861°V - ↑kort 35Bank-Monument – 51°30′47″N 000°05′17″V / 51.51306°N 0.08806°V - ↑kort 36London Bridge – 51°30′18″N 000°05′10″V / 51.50500°N 0.08611°V - ↑kort 37Borough – 51°30′04″N 000°05′35″V / 51.50111°N 0.09306°V - ↑kort 38Elephant & Castle – 51°29′40″N 000°05′59″V / 51.49444°N 0.09972°V - ↑kort 39Kennington – 51°29′19″N 000°06′20″V / 51.48861°N 0.10556°V - ↑kort 40Oval – 51°28′55″N 000°06′45″V / 51.48194°N 0.11250°V - ↑kort 41Stockwell – 51°28′21″N 000°07′20″V / 51.47250°N 0.12222°V - ↑kort 42Clapham North – 51°27′54″N 000°07′48″V / 51.46500°N 0.13000°V - ↑kort 43Clapham Common – 51°27′42″N 000°08′19″V / 51.46167°N 0.13861°V - ↑kort 44Clapham South – 51°27′10″N 000°08′51″V / 51.45278°N 0.14750°V - ↑kort 45Balham – 51°26′33″N 000°09′07″V / 51.44250°N 0.15194°V - ↑kort 46Tooting Bec – 51°26′09″N 000°09′35″V / 51.43583°N 0.15972°V - ↑kort 47Tooting Broadway – 51°25′40″N 000°10′06″V / 51.42778°N 0.16833°V - ↑kort 48Colliers Wood – 51°25′06″N 000°10′42″V / 51.41833°N 0.17833°V - ↑kort 49South Wimbledon – 51°24′56″N 000°11′31″V / 51.41556°N 0.19194°V - ↑kort 50Morden – 51°24′08″N 000°11′42″V / 51.40222°N 0.19500°V - ↑kort 51Golders Green depot – 51°34′22″N 000°11′35″V / 51.57278°N 0.19306°V - ↑kort 52Morden depot – 51°23′51″N 000°11′49″V / 51.39750°N 0.19694°V |

### Citerede værker
1. 1 2  "Northern line facts". Transport for London. Arkiveret fra originalen 12. marts 2012. Hentet 12. marts 2012.
2. 1 2  "LU Performance Data Almanac". Transport for London. 2011-2012. Arkiveret fra originalen 3. august 2012. Hentet 1. august 2012.{{cite web}}:  CS1-vedligeholdelse: Dato-format (link)
3. ↑  London Gazette: no. 28665, page 8798, 22. november 1912.
4. ↑  London Gazette: no. 27380, page 8200, 26. november 1901.
5. ↑  London Gazette: 0&geotype=London&gpn=8314&type=ArchivedIssuePage&all=&exact=&atleast=&similar=   no. 3277 0, pages 8314–8315, 24. november 1922.
6. ↑  "Underground Journeys: Moving Underground". www.architecture.com. Royal Institute of British Architects. Arkiveret fra originalen 4. maj 2011. Hentet 20. februar 2011.
7. ↑  "Underground Journeys: South Wimbledon". www.architecture.com. Royal Institute of British Architects. Arkiveret fra originalen 7. juli 2011. Hentet 20. februar 2011.
8. ↑  Wolmar 2004, "Reaching Out", p. 225.
9. ↑  "London Tubes' New Names – Northern And Central Lines". The Times (47772): 12. 25. august 1937. Hentet 18. maj 2009.(kræver abonnement)
10. ↑  "Call for action on Northern Line". BBC News. 12. oktober 2005. Hentet 10. juni 2008.
11. ↑  Stebbings, Peter (11. september 2006). "Five more years of Northern line pain". This Is Local London. Hentet 26. august 2008.
12. ↑  "Travel Delays as Tube Line Shut". BBC News. London. 13. oktober 2005. Hentet 30. juni 2008.
13. ↑  Transport for London (13. oktober 2005). "No Service on the Northern Line". Pressemeddelelse.
14. ↑  "Map of Upgrades" (PDF). Tube Lines. Arkiveret (PDF) fra originalen 6. april 2008. Hentet 30. juni 2008.
15. ↑  "Runaway train on London Tube's Northern Line". BBC News. 13. august 2010. Hentet 18. august 2010.
16. ↑  Runaway of an engineering train from Highgate (Teknisk rapport). RAIB. 2011. 09-2011. {{cite techreport}}: |access-date= kræver at |url= også er angivet (hjælp)
17. ↑  Abbot 2010, pp. 57–58.
18. ↑  "Bicycle Tube Map" (PDF). Transport for London. januar 2008. Arkiveret fra originalen (PDF) 16. september 2008. Hentet 30. juni 2008.
19. ↑  "Network Tests for New Signalling Systems". Tube Lines. 2008-07-21.
20. ↑  "Jubilee line Tube upgrade will be ready next spring". BBC News. 4. november 2010. Hentet 6. april 2001.
21. ↑  "Transport 2025 – Transport Vision for a Growing World" (PDF). Transport for London. 11. november 2006. Arkiveret fra originalen (PDF) 15. juli 2011. Hentet 21. juli 2008.
22. ↑  "Camden Town Redevelopment". Alwaystouchout.com. 25. januar 2006. Arkiveret fra originalen 11. november 2007. Hentet 30. juni 2008.
23. ↑  London Borough of Wandsworth (11. november 2010). "Battersea Power Station scheme approved". Pressemeddelelse.  Hentet 25. februar 2012. Arkiveret fra originalen den 14. oktober 2013.
24. ↑  Rowson, Jessica (26. juni 2008). "Battersea Power Station's £4bn plan to hinge on Tube extension". New Civil Engineer. London. Hentet 6. juli 2008.{{cite news}}:  CS1-vedligeholdelse: url-status (link)
25. ↑  "Proposal for a Northern Line Extension to Nine Elms & Battersea" (PDF). Battersea Power Station. 2008. Arkiveret fra originalen (PDF) 17. september 2011. Hentet 11. juli 2010.
26. ↑  "Mayor approves £5.5bn Battersea Power Station revamp". BBC News. 22. december 2010. Hentet 6. april 2011.